# 요시다 다쓰마
요시다 다쓰마(일본어: 吉田 達磨, 1974년 6월 9일 ~ )는 일본의 전직 축구 선수이자 현 지도자로 현재 대한민국 K리그1의 대전 하나 시티즌 전술 코치로 재직 중이다.

## 선수 시절
1974년 6월 9일 일본 지바현 출신으로 가시와 레이솔, 교토 상가, 몬테디오 야마가타, 싱가포르 프리미어리그의 주롱 FC에서 활동했고 특히 몬테디오 야마가타 시절에는 공식전 106경기에 출장하며 1999 시즌 천황배 8강, J리그 디비전 2 2001 시즌 3위의 성적에 기여한 뒤 2002년에 주롱 FC로 이적해 2경기를 뛰었으며 그 해 연말에 현역에서 은퇴했다.

## 지도자 경력

### J리그
선수 생활 은퇴 후 2015년 친정팀인 가시와 레이솔에서 감독 생활을 시작했고 그 이후 2016년에는 알비렉스 니가타, 2017년부터 2018년까지는 방포레 고후에서 감독직을 수행하는 동안 가시와 레이솔의 2015 시즌 천황배 준결승, 2015년 AFC 챔피언스리그 8강 진출을 이끌었다.

### 싱가포르 대표팀
2019년 5월 30일 싱가포르 축구 국가대표팀의 사령탑으로 선임되며 지도자 커리어 첫 국가대표팀 사령탑을 맡은 이후 같은 해 6월 8일 싱가포르 국립경기장에서 열린 솔로몬 제도와의 친선 경기(4-3 승)에서 국가대표팀 감독 데뷔전을 치렀다.
그리고 싱가포르 대표팀 감독 부임 이후 첫 국제 대회인 2022년 FIFA 월드컵 아시아 지역 2차 예선에서 팔레스타인과 예멘을 잡아내며 2023년 AFC 아시안컵 3차 예선 진출을 이끌었고 코로나19 범유행으로 1년 연기된 2020년 아세안 챔피언십에서는 팀을 9년만에 4강으로 진출시켰으나 4강에서 신태용 감독이 이끄는 인도네시아에 1·2차전 합계 3-5로 무릎을 꿇으면서 9년만의 결승 진출이 좌절되었으며 이 대회를 끝으로 싱가포르 대표팀 감독직에서 물러났다.

### 방포레 고후
2022년 1월 3일 J2리그 2021 3위팀인 방포레 고후의 감독으로 부임하며 2017년 부임 이후 5년만이자 2018년 퇴임 이후 4년만에 친정팀으로 복귀했다.
방포레 고후 감독 복귀 이후 J2리그 2022에서는 비록 18위에 그쳤지만 같은 해에 열린 천황배에서는 콘사돌레 삿포로, 사간 도스, 아비스파 후쿠오카, 가시마 앤틀러스, 산프레체 히로시마 등의 강팀들을 차례대로 꺾고 구단 역사상 첫 천황배 우승을 이끌면서 선수 시절에 이루지 못했던 우승의 꿈을 감독으로서 처음으로 이뤄냈다.

## 대회 성적

### 클럽 (선수)
몬테디오 야마가타
- J2리그 : 3위 (2001)

### 클럽 (지도자)
가시와 레이솔
- 천황배 : 4강 (2015)

방포레 고후
- 천황배 : 우승 (2022)

### 국가대표팀 (지도자)
싱가포르
- 아세안 챔피언십 : 4강 (2020)